# Тенеєво (Аліковський район)
Тене́єво (рос. Тенеево, чув. Тени) — село у складі Аліковського району Чувашії, Росія. Адміністративний центр Тенеєвського сільського поселення.
Населення — 221 особа (2010; 262 у 2002).
Національний склад:
- чуваші — 98 %